# 大屋村 (福島県)
大屋村（おおやむら）は福島県西白河郡にかつて存在した村である。

## 地理
- 現在の白河市の北西部、大信村の西部に位置する。
- 村域は山がちな地形になっている。

## 歴史

### 村域の変遷
- 1889年（明治22年）4月1日 - 町村制施行により、下小屋村・隈戸村・大里村が合併し岩瀬郡大屋村が発足。
- 1949年（昭和24年）4月1日 - 村の一部（大里）が分立し大里村が発足。
- 1951年（昭和26年）4月1日 - 所属が岩瀬郡から西白河郡に移行。
- 1955年（昭和30年）4月10日 - 信夫村と合併し大信村が発足。同日大屋村廃止。
- 2005年（平成17年）11月7日 - 大信村が（旧）白河市・表郷村・東村と合併し白河市が発足。

変遷表
| 1868年 以前 | 1868年 以前  | 明治9年  | 明治22年 4月1日 | 昭和24年 4月1日 | 昭和26年 4月1日 | 昭和26年 4月1日 | 昭和30年 | 昭和30年 | 平成17年 11月7日 | 現在   |
| 1868年 以前 | 1868年 以前  | 明治9年  | 明治22年 4月1日 | 昭和24年 4月1日 | 昭和26年 4月1日 | 昭和26年 4月1日 | 3月31日  | 4月10日  | 平成17年 11月7日 | 現在   |
| ----------- | ------------ | -------- | --------------- | --------------- | --------------- | --------------- | -------- | -------- | ---------------- | ------ |
|             | 下小屋村     | 下小屋村 | 大屋村          | 大屋村          | 西白河郡 に移行 | 大屋村          | 大屋村   | 大信村   | 白河市           | 白河市 |
|             | 上小屋村     | 隈戸村   | 大屋村          | 大屋村          | 西白河郡 に移行 | 大屋村          | 大屋村   | 大信村   | 白河市           | 白河市 |
|             | 滑里川村     | 隈戸村   | 大屋村          | 大屋村          | 西白河郡 に移行 | 大屋村          | 大屋村   | 大信村   | 白河市           | 白河市 |
|             | 下大里村     | 大里村   | 大屋村          | 大里村 が分立   | 大里村          | 大里村          | 天栄村   | 天栄村   | 天栄村           | 天栄村 |
|             | 上大里村     | 大里村   | 大屋村          | 大里村 が分立   | 大里村          | 大里村          | 天栄村   | 天栄村   | 天栄村           | 天栄村 |
|             | 安養寺新田村 | 大里村   | 大屋村          | 大里村 が分立   | 大里村          | 大里村          | 天栄村   | 天栄村   | 天栄村           | 天栄村 |

## 大字
- 下小屋（しもこや）
- 隈戸（くまど）

## 人口・世帯
※昭和24年までは大里村も村域に含む。

### 人口
総数 [単位： 人]
| 1889年（明治22年） | 2,427 |
| 1920年（大正 9年） | 3,288 |
| 1947年（昭和22年） | 4,387 |

### 世帯
総数 [単位： 世帯]
| 1920年（大正 9年） | 596 |
| 1947年（昭和22年） | 680 |